# 배리 배넌
배리 라이언 배넌(영어: Barry Ryan Bannan, 1989년 12월 1일 ~ )은 스코틀랜드의 축구 선수로, 현재 EFL 챔피언십의 셰필드 웬즈데이에서 뛰고 있다.